# Liste der Monuments historiques in Langoiran
Die Liste der Monuments historiques in Langoiran führt die Monuments historiques in der französischen Gemeinde Langoiran auf.

## Liste der Bauwerke
| Bezeichnung               | Beschreibung | Standort | Kennzeichnung | Schutzstatus | Datum | Bild           |
| ------------------------- | ------------ | -------- | ------------- | ------------ | ----- | -------------- |
| Burg Langoiran            |              | (Lage)   | PA00083585    | Classé       | 1892  | weitere Bilder |
| Kino Splendid             |              | (Lage)   | PA33000065    | Inscrit      | 2002  | weitere Bilder |
| Kirche St-Pierre-ès-Liens |              | (Lage)   | PA00083586    | Classé       | 1908  | weitere Bilder |
| Haus Bouliac              |              | (Lage)   | PA33000021    | Inscrit      | 1999  | weitere Bilder |

## Liste der Objekte
| Bezeichnung | Beschreibung                     | Standort                                | Kennzeichnung | Schutzstatus | Datum | Bild |
| --- | -------------------------------- | --------------------------------------- | ------------- | ------------ | ----- | ---- |
| Ölgemälde Christus am Kreuz mit Maria, dem Apostel Johannes, der heiligen Maria Magdalene und dem Apostel Petrus | um 1700                          | in der Kirche St-Pierre-ès-Liens (Lage) | PM33001831    | Inscrit      | 2000  |      |
| Skulptur Madonna mit Kind                                                                                        | Holz, vergoldet, 19. Jahrhundert | in der Kirche St-Pierre-ès-Liens (Lage) | PM33001405    | Inscrit      | 1980  |      |